# Fischer-turákó
A Fischer-turákó (Tauraco fischeri) a madarak osztályának turákóalakúak (Musophagiformes) rendjébe, ezen belül a turákófélék (Musophagidae) családjába tartozó faj. Korábbi rendszertanok, a család más tagjaival együtt a kakukkalakúakkal rokonították.

## Előfordulása
Kenya, Tanzánia és Szomália területén él. Erdők lombkoronája között érzi jól magát.

## Alfajai
- Tauraco fischeri fischeri (Reichenow, 1878)
- Tauraco fischeri zanzibaricus Pakenham, 1938

## Megjelenése
Melle, nyaka és feje élénkzöld, a tollbóbitája zöldből átmegy vörösbe, majd feketébe, a hegye pedig fehér lesz. Szemgyűrűje vörös, alul, felül fehér csíkkal.
|  |

## Életmódja
Erdei gyümölcsökkel táplálkozik.

## Szaporodása
Ágakból készült fészkét fákra rakja.

## Természetvédelmi helyzete
Bár jelenleg nem fenyegeti a kipusztulás veszélye, egyes területeken állománya – főként a madárkereskedelem céljából történő befogások miatt - jelentősen megcsappant. Európai állatkertben ezért is vezetik a törzskönyvét.